# إدارة كويتشي
إدارة كويتشي (بالإنجليزية: Quiché Department) هي إداراة في غواتيمالا، تتبع غواتيمالا، بلغ عدد سكانها 655510 نسمة، في 2003، عاصمتها سانتا كروز ديل كويتشي، تبلغ مساحتها 8378 كيلومتر مربع.